# Maurice Tillet

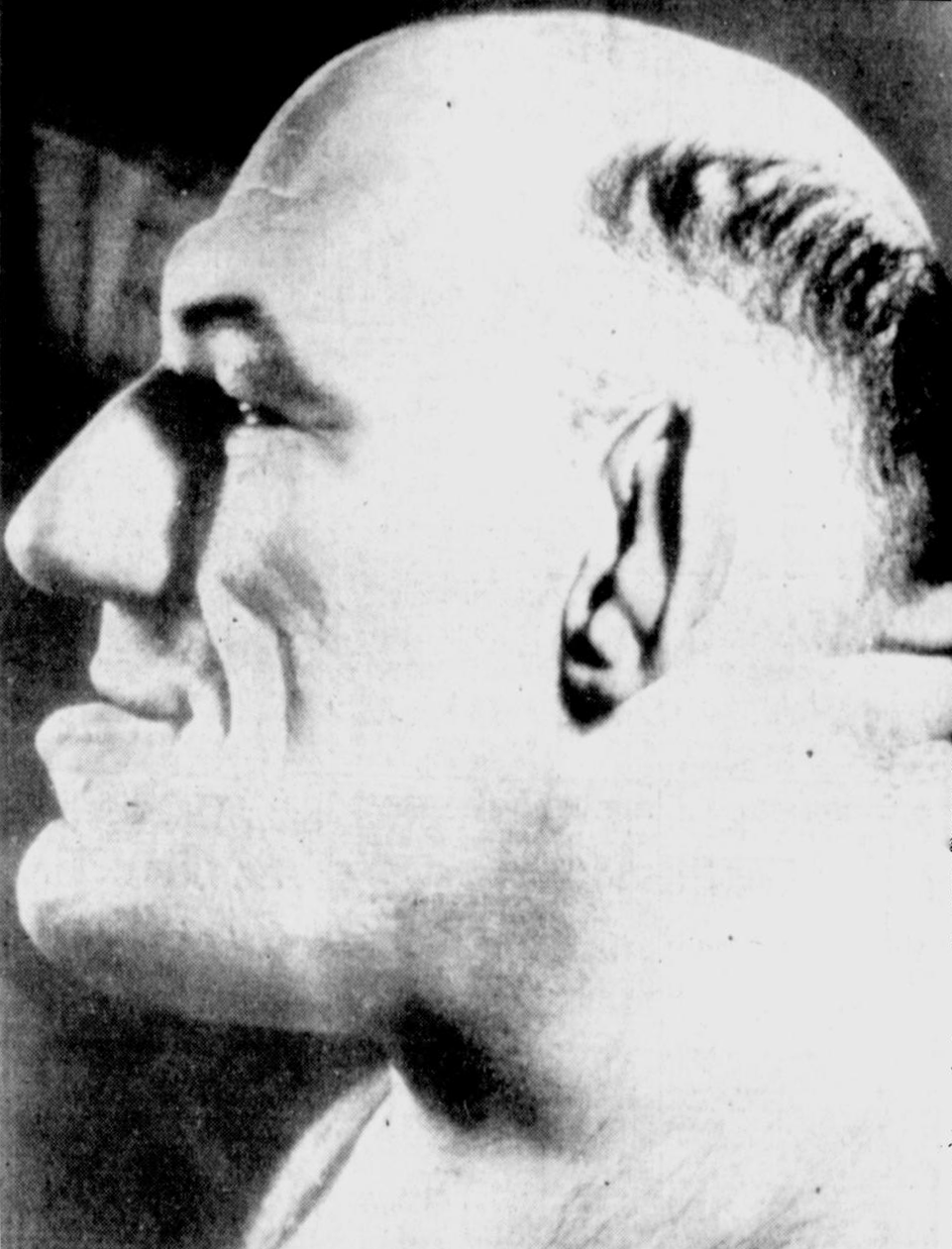
Maurice Tillet in 1940

Maurice Tillet (Rusland, 23 oktober 1903 – Chicago, 4 augustus 1954) was een Frans professioneel worstelaar met de bijnaam “het monster van de ring”. Aanleiding van deze bijnaam was zijn zeldzame ziekte acromegalie waarbij bepaalde lichaamsdelen buitenproportioneel groeien.
Hij begon in 1937 met worstelen, nadat hij de Litouwse worstelaar Karl Pojello (1893-1954) had ontmoet. Na het uitbreken van de Tweede Wereldoorlog verhuisde het duo naar de Verenigde Staten.
In 1944 kroonde hij zichzelf als wereldkampioen na een wedstrijd tegen Steve Cruhser Casey. Sindsdien kreeg hij een andere bijnaam: Franse Engel.
Tillet was hoogbegaafd: hij beheerste veertien talen. Daarnaast was hij uitblinker in schaken, schreef hij gedichten en was acteur.
Op 4 augustus 1954 overleed Karl Pojello aan longkanker. Toen Tillet dit nieuws vernam, kreeg hij een hartaanval. Hij overleed nog dezelfde dag. Hij werd 51 jaar. Op zijn sterfbed vroeg worstelaar Bobby Managoff of hij een dodenmasker mocht maken van zijn gezicht. Tillet stemde in. Dit afgietsel werd gebruikt om minstens drie bustes te maken. Eentje eindigde in het International Wrestling Museum in Iowa, een andere ging naar een van zijn vrienden (Patrick Kelly) en het derde werd opgestuurd naar het York Barbell Museum.
Louis Linck had in 1950 ook al een buste gemaakt van Tillet. Deze staat in het International Museum of Surgical Science in Chicago.
Tillet is samen met Pojello begraven in hetzelfde graf in de buurt van Chicago.

## Shrek
Volgens verschillende bronnen is tekenfilmfiguur Shrek gebaseerd op uiterlijke kenmerken van Maurice Tillet, maar dat is niet bevestigd door DreamWorks.